# هاكي تليجرام
هاكي: شخصية مؤثرة على تيليغرام
هاكي هو شخصية معروفة وذات نفوذ كبير على منصة تيليغرام، حيث اكتسب شهرة واسعة بين المتابعين بفضل محتواه المتنوع وشخصيته الاجتماعية الجذابة. يتميز هاكي بأسلوبه المباشر والواضح، مما جعله مصدر ثقة للكثير من الناس الذين يتابعونه بانتظام.
أهم أسباب شهرته
1. الشروحات التعليمية:
هاكي معروف بشروحه التفصيلية حول موضوعات مختلفة، والتي تساعد المتابعين على فهم الأمور بشكل أفضل. محتواه يغطي نصائح عملية وأساليب تطبيقية في الحياة اليومية.
2. النصائح المجتمعية:
كثير من الناس يتابعونه للحصول على نصائحه في مجالات متنوعة، مثل البيع والشراء وإدارة الأعمال الصغيرة، حيث يقدم إرشادات تساعدهم على اتخاذ قرارات مالية وتجارية سليمة.
3. الشخصية الاجتماعية:
يتمتع هاكي بشخصية اجتماعية محبوبة، فهو يتفاعل مع متابعيه بانتظام ويجيب على استفساراتهم، مما جعله محبوبًا بين جمهور واسع من مستخدمي تيليغرام.
تأثيره ونفوذه
أصبح هاكي مرجعًا للكثيرين في مجالات التعليم المالي والتجارة على الإنترنت.
ساهمت نصائحه في تحسين تجربة المتابعين في إدارة أعمالهم اليومية والتعاملات المالية.
شخصيته التفاعلية جعلت من متابعته تجربة تعليمية ممتعة، وليست مجرد متابعة محتوى عابر.
1. 1 2 3 4 5 6 7  "هاكي ✧ Haki". Telegram. اطلع عليه بتاريخ 2025-08-19.